# Lago Poyang
Il lago Poyang è il più grande lago d'acqua dolce della Cina.

## Geografia
Il lago si trova nella provincia dello Jiangxi ed ha una superficie che va dai 1000 km² nella stagione secca agli oltre 4400 km² nella stagione umida. Con una profondità media di 8,4 m il lago Poyang è alimentato da 5 fiumi, i due principali sono il fiume Gan e lo Xiu.
Purtroppo, a causa della siccità, il lago ha ormai perso il 90% della sua acqua. A causa di ciò nel gennaio 2014 sono ritornati alla luce alcuni resti di un ponte, lungo circa 3 km, costruito oltre 400 anni fa durante il regno degli imperatori Ming e caduto successivamente nel dimenticatoio.

## Ecologia
Il lago Poyang costituisce l'habitat di mezzo milione di uccelli migratori. Durante l'inverno ospita molte gru siberiane che proprio qui vengono a svernare.

## Incidenti
Il lago gode di una fama sinistra simile a quella del triangolo delle Bermude per avere inghiottito nelle proprie acque diverse imbarcazioni senza che mai ne sia stata ritrovata traccia. È stato stimato che in 30 anni, dal 1960 al 1990, siano scomparsi 200 natanti e 1.600 persone, mentre una trentina di superstiti sarebbero stati colpiti in seguito da turbe mentali. All'inizio del 1945 un'imbarcazione giapponese scomparve con tutti e 20 i membri dell'equipaggio; anche alcuni dei sub inviati per le ricerche non fecero ritorno, mentre uno di loro rientrò alla base in preda al terrore. Si è cercata una spiegazione nel particolare flusso dei venti che potrebbe creare improvvise quanto violente tempeste. I pescatori locali riferiscono di questi fenomeni ma un'evidenza scientifica non è mai stata raggiunta.